# نادي الشعلة (العراق)
نادي الشعلة الرياضي هو أحد أندية كرة القدم في العراق. تأسس في سنة 1992 في منطقة الشعلة شمال غرب بغداد . ولعب موسمين في الدوري العراقي الممتاز .

## إنجازاته
وصيف كأس العراق مرة واحدة فقط